# Synagoga chasydów z Góry Kalwarii w Częstochowie (ul. Nadrzeczna 36)
Synagoga chasydów z Góry Kalwarii w Częstochowie – synagoga znajdująca się w Częstochowie przy ulicy Nadrzecznej 36.
Była główną i największą spośród czterech funkcjonujących gerskich synagog w mieście. Potocznie określana była jako królestwo chasydzkie.
Synagoga została założona pod koniec XIX lub na początku XX wieku przez chasydów z Góry Kalwarii, zwolenników cadyków z rodu Alterów. Synagoga była wspierana finansowo przez Jahezkiela Fiszela i Józefa Dziubasa - właścicieli fabryki mydła Dziubas Fiszel. Podczas II wojny światowej hitlerowcy zdewastowali synagogę.